# All-Time Greatest Hits (Barry White-album)
Az All-Time Greatest Hits Barry White legjobb dalainak válogatása; 1994-ben adták ki.

## Számok
1. Loves Theme (4:08)
2. I’m Gonna Love You Just a Little More, Baby (3:59)
3. I’ve Got So Much to Give (5:18)
4. Never, Never Gonna Give Up (4:07)
5. Honey Please, Can’t Ya See (3:13)
6. Can’t Get Enough of Your Love, Babe (3:52)
7. You’re The First, The Last, My Everything (3:24)
8. What Am I Gonna Do with You (3:34)
9. I’ll Do for You Anything You Want Me To (4:10)
10. Let the Music Play (3:30)
11. You See the Trouble with Me (3:20)
12. Baby, We Better Try to Get It Together (4:36)
13. Don’t Make Me Wait Too Long (4:36)
14. I’m Qualified to Satisfy You (3:08)
15. It’s Ecstasy When You Lay Down Next to Me (3:25)
16. Playing Your Game, Baby (3:36)
17. Oh, What a Night for Dancing (3:15)
18. Your Sweetness Is My Weakness (4:12)
19. Just the Way You Are (4:10)
20. Satin Soul (4:12)